# Benthal

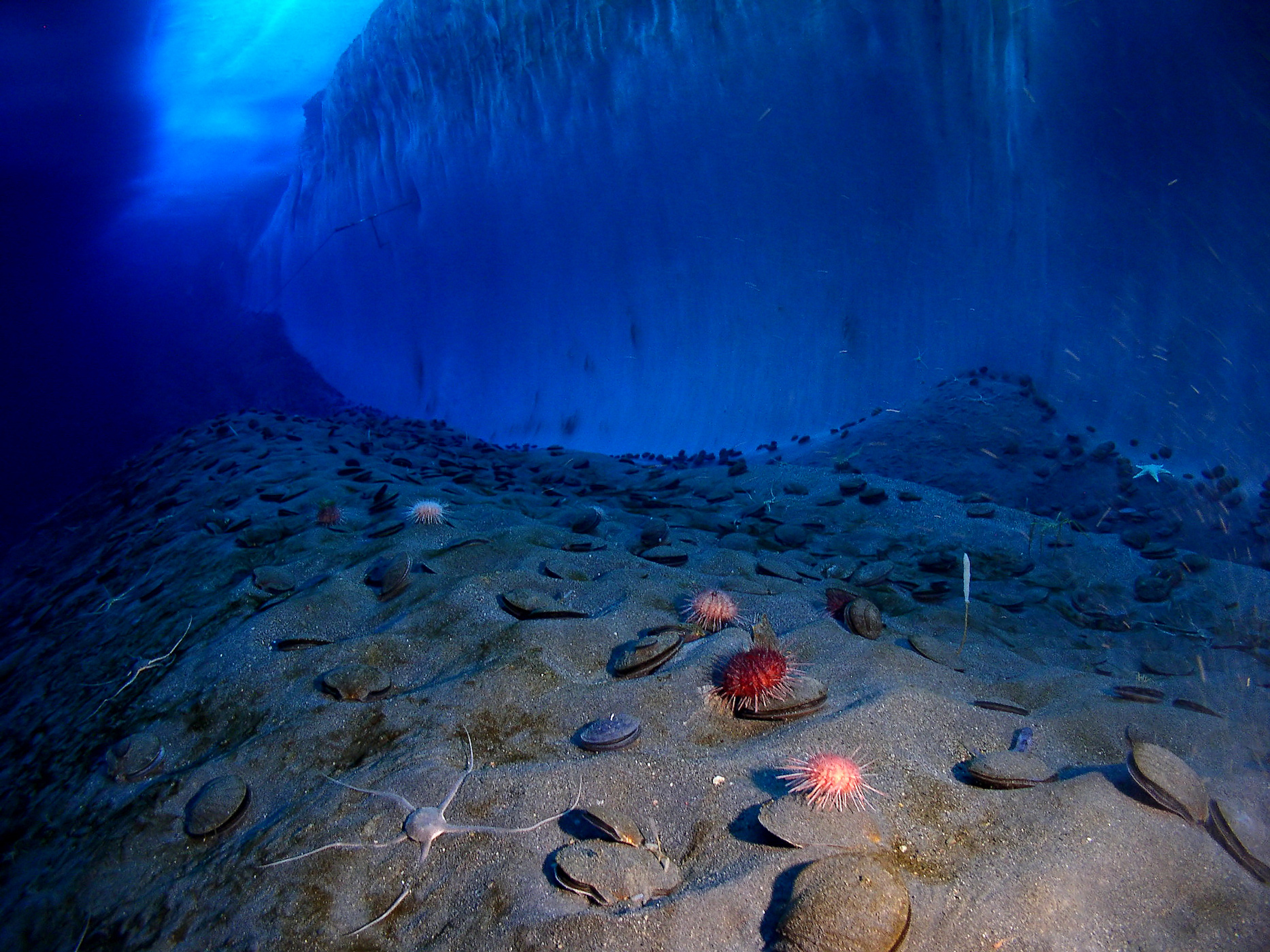
Meeresboden mit verschiedenen wirbellosen Bodenlebewesen (Benthonten) vor einer Eiswand im antarktischen McMurdo-Sund.

Das Benthal (IPA: [bɛnˈtaːl], anhörenⓘ) ist der Lebensbereich (Biotop) am, auf dem und im Boden eines Gewässers.
In Binnengewässern wird das Benthal in das Litoral (das durchlichtete, sommerwarme obere Stockwerk) und in das Profundal (das dunkle, kalte untere Stockwerk) eingeteilt.
Der Ozeanboden (marines Benthal) wird untergliedert in Litoral (Küstenzone), die neritische Zone (Schelf, Flachsee, bis 200 m Meerestiefe), Bathyal (Kontinentalhang, 200 m bis 4000 m), Abyssal (4000 m bis 6000 m) und Hadal. 
Das Hadal (zu gr. Hades „Unterwelt“, Adjektiv: hadal) nimmt die tiefsten Bereiche des Meeresbodens ab etwa 6500 m Tiefe ein – der Begriff wird aber nicht einheitlich gebraucht. Das Hadal ist der Bereich der Tiefseerinnen, wie etwa des Marianengrabens im Pazifik mit einer Tiefe von über 11.000 m. Die Lebewelt in diesem Teil der Tiefsee ist weitgehend unerforscht, aber wohl der des Abyssals ähnlich. Die hier lebenden Organismen gehören vorwiegend zu den Destruenten, wie Bakterien und Krebse.
Bathyal, Abyssal und Hadal bilden zusammen die Böden der Tiefsee, zu denen (fast) kein Licht mehr vordringt. Eine davon abweichende Definition zählt das Bathyal noch nicht mit zur Tiefsee.
Die Lebensgemeinschaft des Benthals wird Benthos (Benthon) genannt. Das benthale Phytal ist der von Pflanzen (Phytobenthos) besiedelte, lichtdurchflutete (euphotische) Bereich des Gewässerbodens.